# Duk (hodowla gołębi)

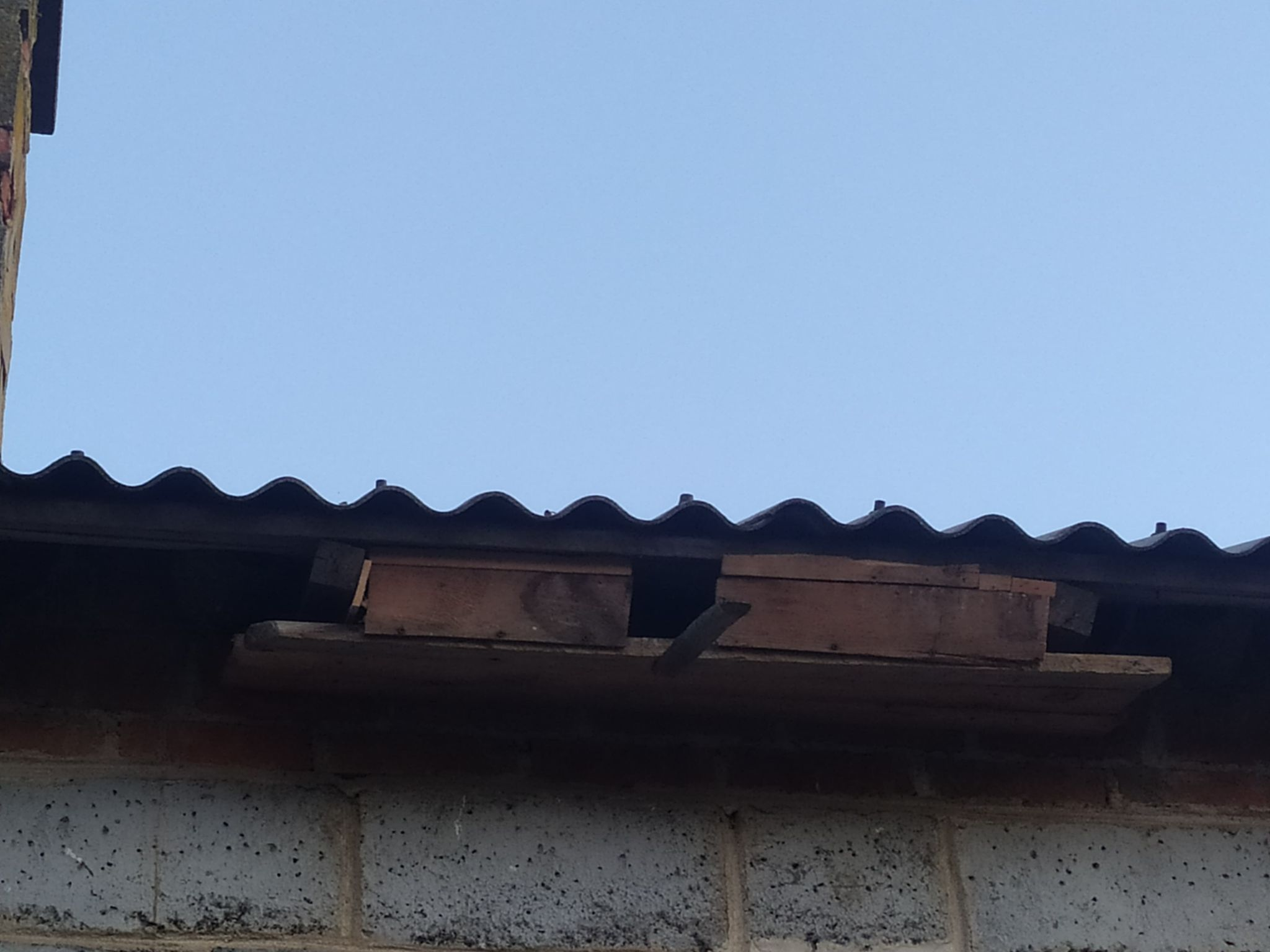
Duk dla jednej pary gołębi

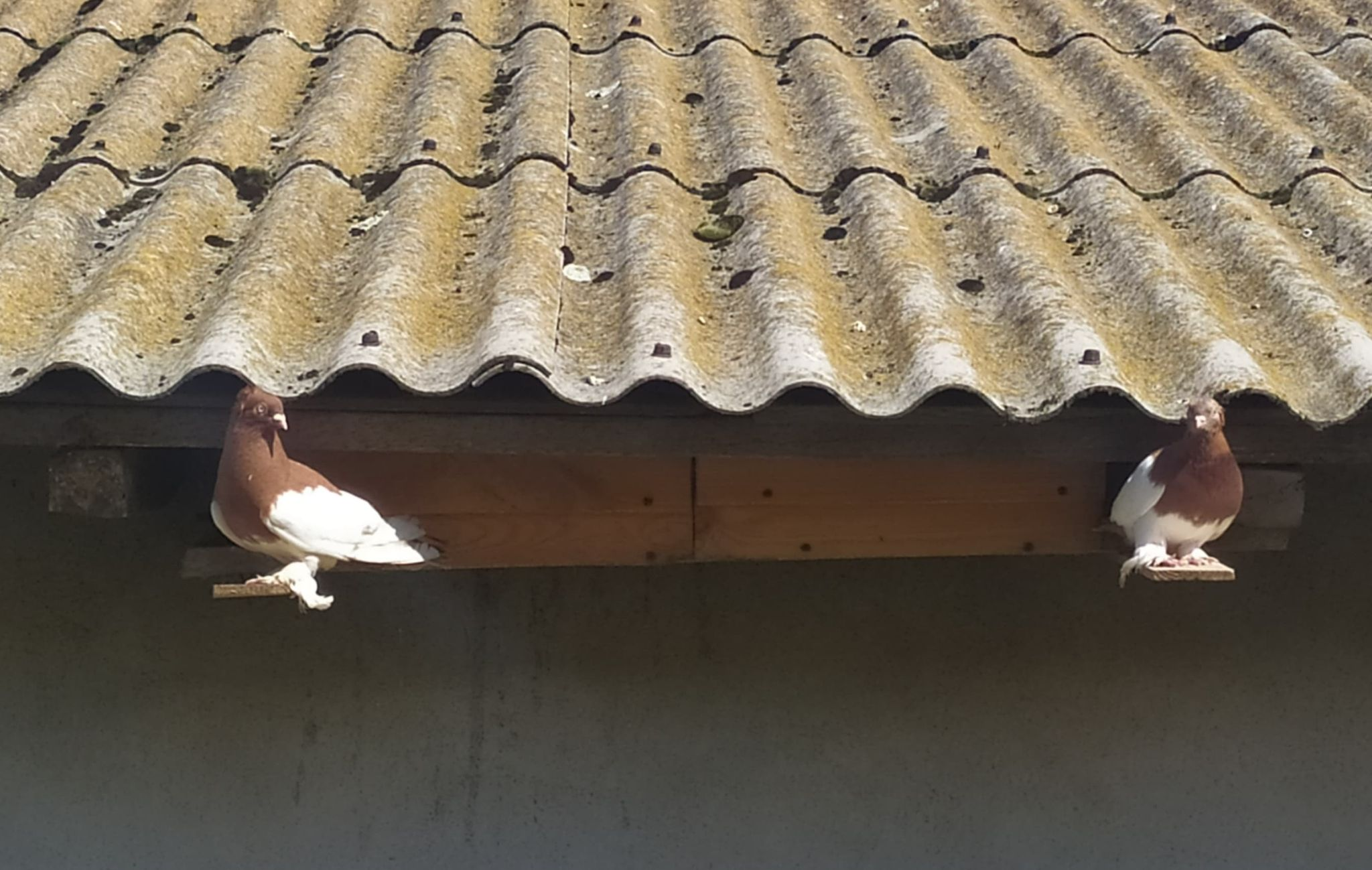
Gołębie rasy Sroczka polska gniazdujące w duku podwójnym

Duk, półka – prosta drewniana skrzynka lub deski wiszące poziomo bezpośrednio pod okapem dachu budynków, najczęściej gospodarczych, spełniające funkcje schronienia dla gołębi domowych (łac. columba livia ). W zależności od wielkości, duki mogły być dla jedniej lub dla kilku par gołębi. Dawniej pojawiały się one w prawie każdym gospodarstwie, obecnie odeszło się od ich budowania, zastąpiły je okazałe gołębniki wolnostojące które mieszczą kilkadziesiąt par gołębi na raz.

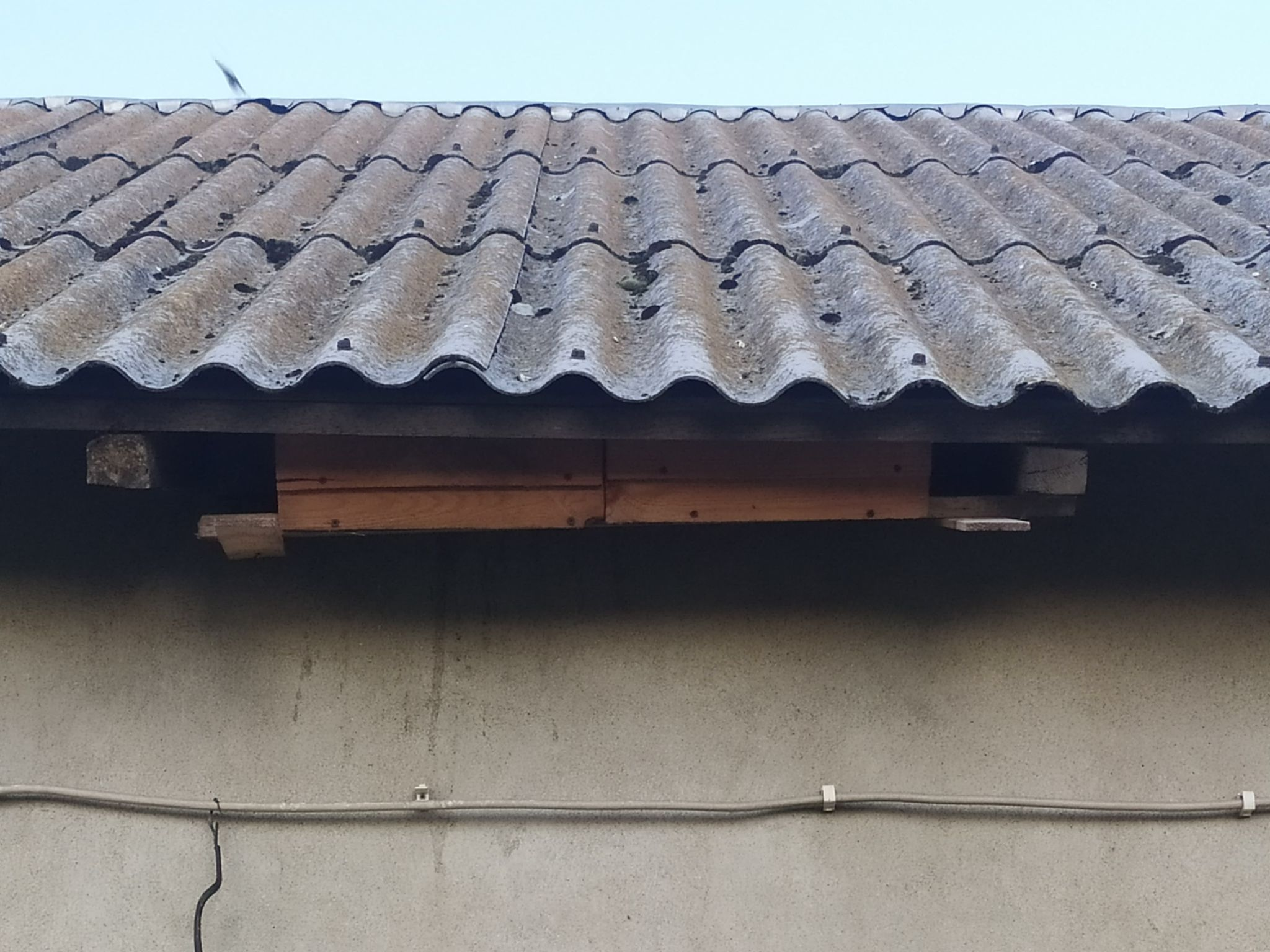
Duk podwójny- dla dwóch par gołębi